# Glyphothecium gracile
Glyphothecium gracile là một loài rêu trong họ Ptychomniaceae. Loài này được (Hampe) Broth. mô tả khoa học đầu tiên năm 1908.